# Оденсе (аеропорт)
Аеропорт Ганс Христіан Андерсен (дан. Odense Lufthavn, (IATA: ODE, ICAO: EKOD) — невеликий аеропорт, що обслуговує місто Оденсе, Данія. Розташований у селі Бельдрінге, за 9 км NW від Оденсе.

## Авіалінії та напрямки, жовтень 2022
| Авіакомпанія         | Пункт призначення                                                  |
| -------------------- | ------------------------------------------------------------------ |
| Aegean Airlines      | Сезонний чартер: Родос, Ханья                                      |
| Danish Air Transport | Сезонний чартер: Болонья, Дублін, Единбург, Неаполь, Варна, Верона |
| Sunclass Airlines    | Сезонний чартер: Пальма-де-Майорка                                 |

## Стастистика
Див. джерело запитів Вікіданих та джерела.